# Jim O’Keeffe

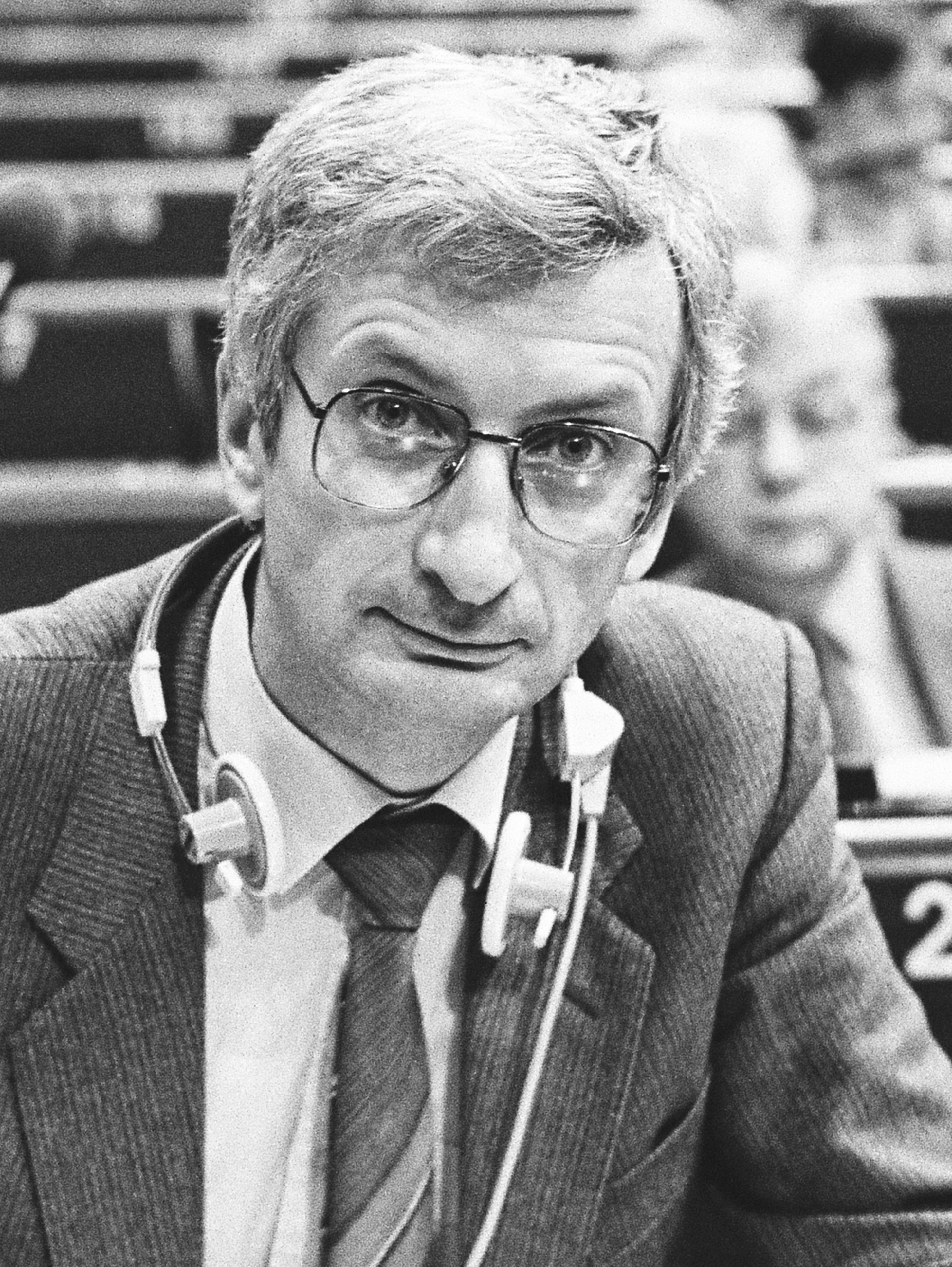
Jim O’Keeffe, 1984

Jim O’Keeffe (* 31. März 1941 in Skibbereen, County Cork, Irland) ist ein ehemaliger irischer Politiker der Fine Gael.

## Biografie
O’Keeffe studierte Rechtswissenschaften am University College Cork und am University College Dublin und war dann als solicitor, als beratender Rechtsanwalt, tätig.
Bei den Wahlen 1977 konnte er im Wahlkreis Cork South-West einen Sitz des Dáil Éireann erreichen und zog als Teachta Dála in den Dáil Éireann ein. Bei den nachfolgenden Wahlen konnte er seinen Sitz bis 2011 verteidigen.
Der Taoiseach Garret FitzGerald ernannte O’Keeffe am 30. Juni 1981 zum Staatsminister für Entwicklungshilfe im Außenministerium. Mit dem Regierungswechsel endete dieses Amt bereits am 9. März 1982. In der Regierung FitzGerald II wurde er am 16. Dezember 1982 erneut mit dieser Aufgabe ernannt. Bei einer Regierungsumbildung wechselte er am 13. Februar 1986 das Amt und wurde Staatsminister im Ministerium für Öffentliche Dienstleistungen.
Nach der Rückkehr in die Opposition bekleidete O’Keeffe Sprecherpositionen seiner Partei für Justiz.
O’Keeffe trat bei den Wahlen 2007 nicht mehr an. Von 2014 bis 2020 war er Mitglied in der Standards in Public Office Commission (SIPO). Die SIPO überprüft die Ausgaben für Wahlen, Interessenkonflikte von Abgeordneten und Ausgaben der politischen Parteien.
Sein Sohn Mícheál O’Keeffe ist Personalchef bei der Irischen Zentralbank.

## Quelle
- Eintrag auf der Homepage des Oireachtas